# Mohamed Lamine Ould Ahmed
Mohamed Lamine Uld Ahmed (en árabe: محمد لامين ولد أحمد; Esmara, Sahara español, 1947) es un escritor y político saharaui, miembro del Frente Polisario.
Desde enero de 2012 se desempeña como ministro de Salud de la República Árabe Saharaui Democrática.
Nacido en Esmara y uno de los miembros fundadores del POLISARIO, Mohamed Lamine Ould Ahmed se convirtió en el primer primer ministro de la República Árabe Saharaui Democrática (RASD) en 1976, y ocupó el cargo hasta 1982. Regresó al mismo cargo entre 1985-88 y ha sido miembro de la Secretaría Nacional del Polisario desde entonces. Según Amnistía Internacional, once miembros de su familia han sido "desaparecidos" por personal de seguridad marroquí por razones políticas.